# Jerry Rice
Jerry Lee Rice (* 13. října 1962, Starkville) je bývalý americký hráč amerického fotbalu. Třikrát vyhrál Super Bowl (1989, 1990, 1995). Třináctkrát byl vybrán do all-stars týmu National Football League zvaného Pro Bowl (1986–1996, 1998, 2002). S počtem 1549 zachycených přihrávek a 22895 získaných yardů je na čele historické tabulky NFL. Stejně tak drží rekord v počtu touchdownů, dosáhl jich 197. Roku 2010 byl uveden do síně slávy profesionálního amerického fotbalu (Pro Football Hall of Fame). Hrál za kluby San Francisco 49ers (1985–2000), Oakland Raiders (2001–2004) a Seattle Seahawks (2004).